# Ulica Królowej Jadwigi w Zamościu
Ulica Królowej Jadwigi – zamojska ulica jednojezdniowa, która łączy bezpośrednio Stare Miasto z Obwodnicą Zachodnią.

## Historia
W latach 30. XX wieku istniała tylko środkowa część tej ulicy. Później została wydłużona do drugiego mostu (tj. do starej Topornicy) i ma charakter drogi wylotowej z dawnej Twierdzy Zamość.

### Nazwa
Nazwa tej ulicy została nadana na cześć Królowej Jadwigi.

## Obecnie
Ulica ta pozwala kierowcom ze Starówki szybko dostać się do Obwodnicy Zachodniej; stanowi ważniejszą drogę dojazdową do centrum miasta od strony zachodniej. Przy ulicy położone są takie obiekty jak: Pałac Zamoyskich, stara Brama Lubelska, park miejski, zespół budynków OSiR (m.in. stadion, hala sportowa, boisko) oraz ośrodek rekreacyjno-wypoczynkowy. Za Starym Miastem znajduje się przy niej zabudowa mieszkalna (jednorodzinna) osiedla Podgroble. W roku 2010 została objęta remontem, po którym jej krótki odcinek (Akademicka - Podgroble) ma nawierzchnię z kostki brukowej; ponadto jest wzdłuż niej dostępna droga rowerowa.